# Constantin Corduneanu
Constantin Corduneanu (n. 26 iulie 1928, Iași, România – d. 27 decembrie 2018, Texas, SUA) a fost un matematician român, membru corespondent (din 1974) al Academiei Române și membru titular din 2015.
În anul 1947, la vârsta de 19 ani, a devenit student al Facultății de Științe a Universității din Iași, la secția de matematică. A devenit profesor la Universitatea din Iași, unde a lucrat 26 de ani și jumătate.
În anul 1977 a emigrat în SUA, unde și-a continuat activitatea de profesor universitar pentru încă 20 de ani și jumătate.